# Zams
Zams je obec v Rakousku ve spolkové zemi Tyrolsko v okrese Landeck. Leží v povodí řeky Inn spolu se sousední obcí Landeck. Zams patří pod soudní okres Landeck. Název obce je podle retorománského názvu místa. Žije zde přibližně 3 400 obyvatel.

## Poloha
Zams se nachází v klimaticky příznivém údolí poblíž soutoku Inn a Sanna přímo na hranici severních vápencových a Centrálních krystalických Alp. Od nepaměti bylo město centrem dopravních cest: protínají se zde cesty z Vinschgau do Engadin a z Bavorska k Bodamskému jezeru. Již ve středověku se na mostě přes řeku Inn vybíralo mýtné z vozů převážejících zboží.
Obec má rozlohu 125 km², z toho asi čtyři procenta připadají na zemědělskou půdu a zahrady, 33,3 % pokrývá les, 21,4 % tvoří alpské vysokohorské louky a pastviny a 40,1 % jsou vysokohorské skalnaté oblasti. Z celkové rozlohy je 6,2 % osídleno.

### Části obce
Obec má dvě katastrální území (rozloha k 31. prosinci 2020)
- Zams (110,65 km²)
- Zammerberg (14,40 km²)

zahrnuje dvě části (počet obyvatel k 1. lednu 2024)
- Zammerberg (248)

s vesnicemi Falterschein a Grist, osadou Kronburg a Schwaighof, rotten Lahnbach a Rifenal, se zříceninou Kronburg a několika jednotlivými samotami a almy (Tatschhof, Anreit).
- Zams (3394)

s vesnicemi Zams a  Lötz, osadou Anreit, letoviskem Madau a četnými horskými chatami, horskými hostinci, loveckými chatami a almy (Rease, Oberdorf, Engere, Oberreit, Unterreit, Siedlung, Riefe).

### Sousední obce
Obec sousedí:
| Bach              | Gramais                           | Imst. Schönwies, Imsterberg |
| Kaisers           |                                   | Wenns                       |
| Flirsch, Strengen | Grins, Stanz bei Landeck, Landeck | Fließ                       |

Hranice obcí Schönwies, Imsterberg, Wenns a Zams se stýkají v bodě v nadmořské výšce přibližně 2368 m severoseverovýchodně od vrcholu Kreuzkopf.

## Podnebí
Podnebí je typické pro vnitro alpské území. V severních částech Lechtalských Alp je hodně srážek, kdežto v místní části je srážek málo. Chráněné území má mírné mikroklima.

## Historie
Zams byl obydlený již před naším letopočtem. Nálezy z předkřesťanských dob dokazují, že oblast byla osídlena již v raném období.
V keltském období žili v Zams keltští osadníci. Kolem roku 500 př. n. l. již měli obydlí na místě dnešního Post-Gasthofu Gemse, a to dávno před Římany, kteří Raetii obsadili kolem roku 15 př. n. l.. Mimochodem, Post-Gasthof byl pravděpodobně ubytovnou již od roku 726 n. l. Před vpádem Římanů do Raetie existovala v Zams poblíž dnešní údolní stanice Venetbahn pravděpodobně keltská osada. 
První písemná zmínka (uvedeno jméno Zamis) pochází z roku 1150. Zams pro svou polohu často prosperoval, ale i utrpěl katastrofy. V letech 1406 a 1703 byl Zams zničen a částečně vypálen. V letech 1584 a 1635 postihla Zams morová epidemie a v místě nemocnice byl zřízen morový hřbitov. V roce 1763 zničil požár 42 domů a poškodil věž kostela. V roce 1911 další požár spálil polovinu vesnice a zničil většinu starých domů, přičemž 54 rodin zůstalo bez domova. Věž byla zachována a kostel byl postaven asi padesát metrů opodál. Samostatně stojící věž kostela je pozoruhodným prvkem města. 
V 1812 Kongregace Milosrdných sester svatého Vincenta de Paul založila nemocnici v Zams, byla to jejich první nemocnice v Rakousku.

## Znak
Blason: Modře a zlatě šikmo doprava děleno, nahoře zlatá pěticípá koruna, dole černý skákající kozorožec. Barvy obecní vlajky jsou modrá a zlatožlutá.
Znak byl obci udělen 17. prosince 1975 a připomíná dva přední rody, které vlastnily Kronburg ve středověku a v novověku. Koruna připomíná rod Starkenbergů a kozorožec rod Fiegerů.